# Żarów

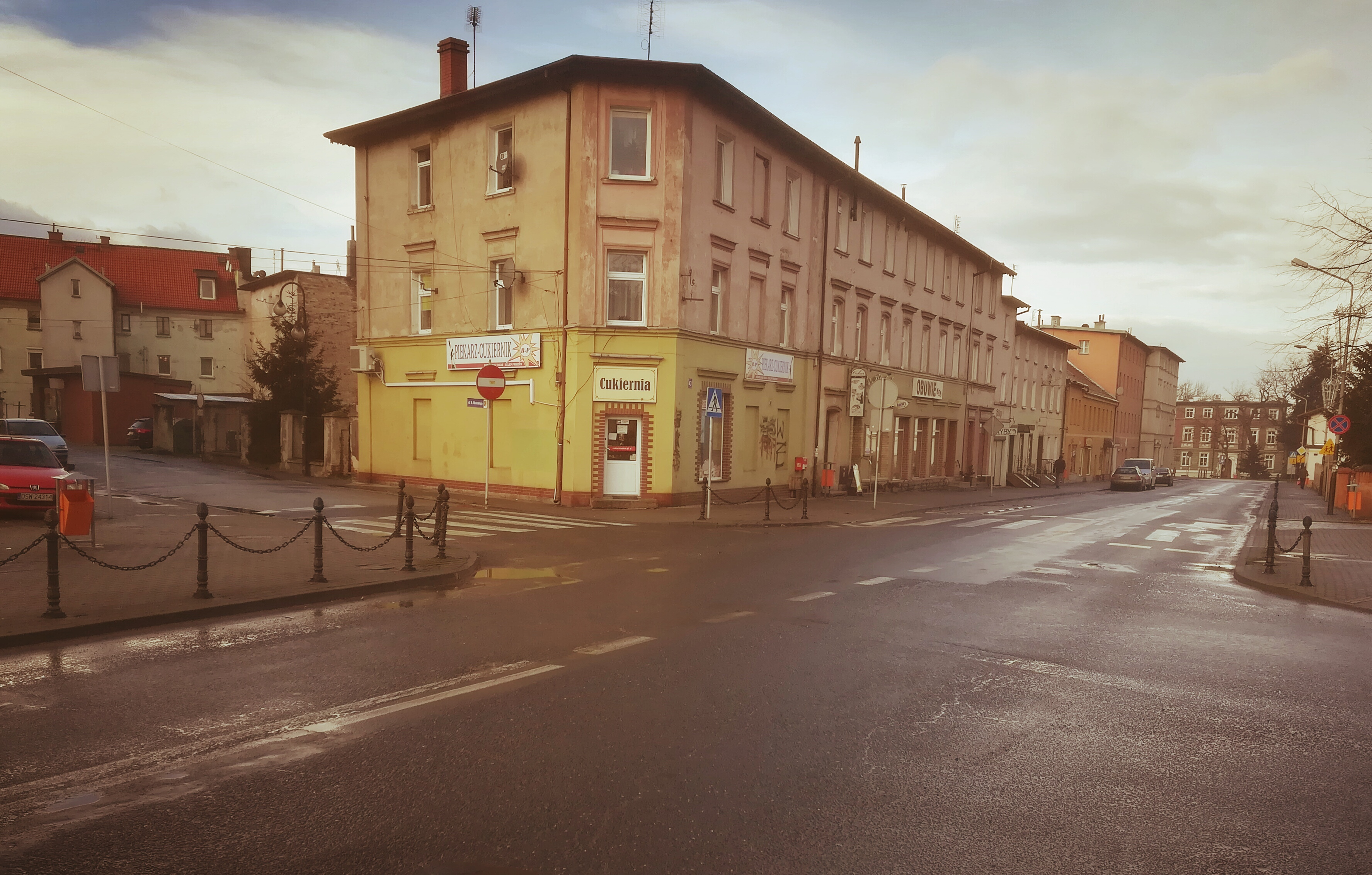
Centrum miasta

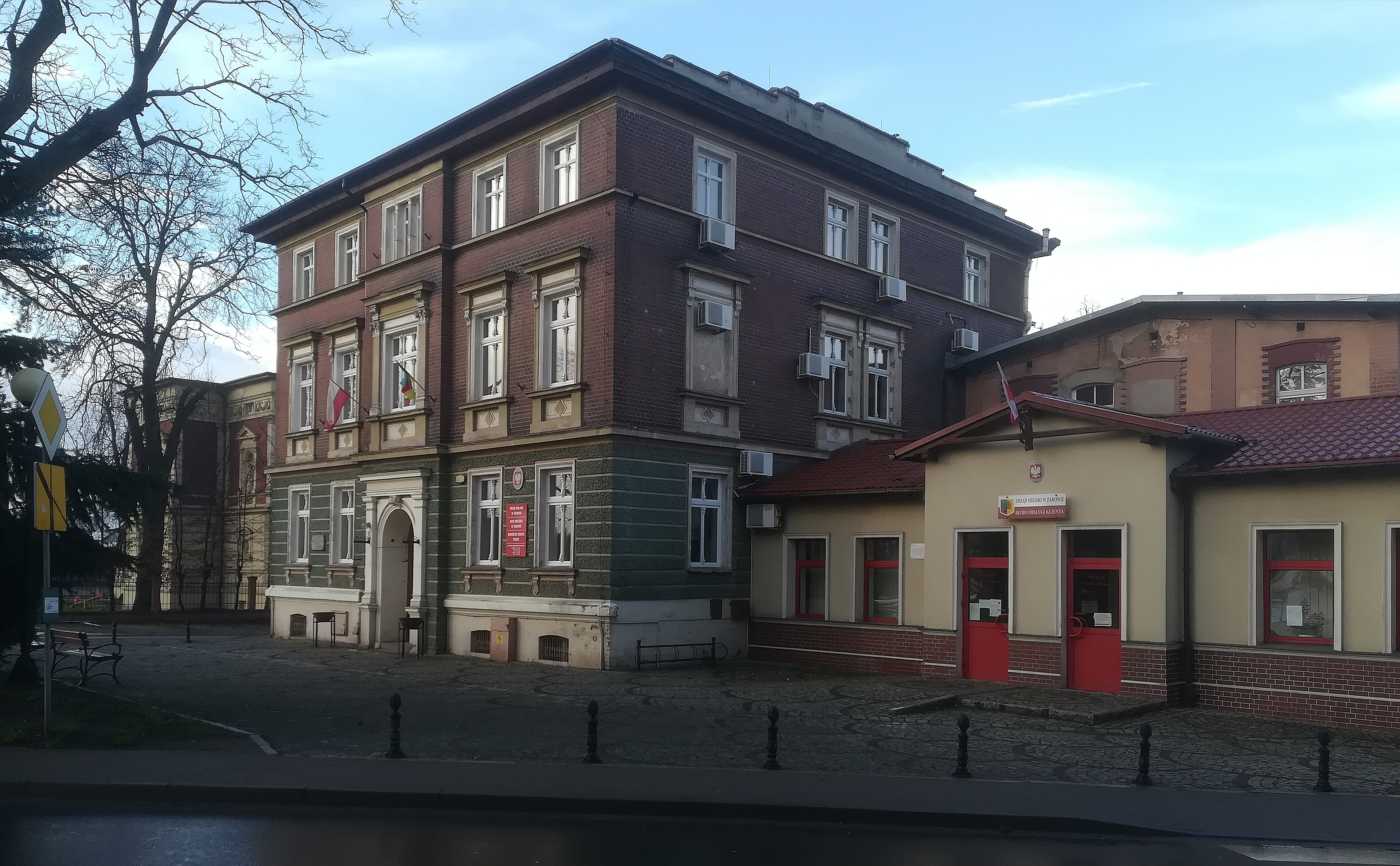
Urząd miasta

Żarów (niem. Saarau) – miasto w województwie dolnośląskim, w powiecie świdnickim, siedziba gminy miejsko-wiejskiej Żarów.
Do 1954 roku Żarów był wsią i siedzibą gminy Żarów, w tymże roku zniesiono gminę i utworzono gromady Żarów obejmującą wieś i Żarów, nie obejmującą wieś. Następnie pierwszą gromadę przekształcono w miasto.
W latach 1975–1998 miasto administracyjnie należało do woj. wałbrzyskiego.
Wchodzi w skład Aglomeracji Wałbrzyskiej.
Według danych GUS z 1 stycznia 2023 r. miasto zamieszkiwało 6507 osób (489. miejsce w kraju), natomiast gęstość zaludnienia wynosiła 859,6 osób/1 km² (28. miejsce w województwie dolnośląskim).

## Geografia
Żarów jest położony na obszarze Wzgórz Strzegomskich, na Równinie Świdnickiej.
W okolicach Żarowa wydobywany był kaolin.

## Demografia
Według danych z 31 grudnia 2014 miasto liczyło 6893 mieszkańców.
Piramida wieku mieszkańców Żarowa w 2014 roku.

## Nazwa
Według niemieckiego językoznawcy Heinricha Adamy’ego nazwa miejscowości pochodzi od polskiej nazwy „żary”, która związana jest z wypalaniem, wyżarzaniem lasów w celu deforestacji. W swoim dziele o nazwach miejscowych na Śląsku wydanym w 1888 roku we Wrocławiu jako starszą od niemieckiej wymienia nazwę - Zary podając jej znaczenie „Abbrandort” czyli po polsku „Wypalona miejscowość”. Niemcy zgermanizowali nazwę na Saarau w wyniku czego utraciła ona swoje pierwotne znaczenie. Znaczenie nazwy uwidocznione zostało w herbie.

## Zabytki
Do wojewódzkiego rejestru zabytków wpisane są:
- park miejski z aleją dębową, z 1860 r.
- budynek administracyjno-mieszkalny
- aleja dębowa przy stadionie, z poł. XIX w.
- aleja lipowa, wzdłuż szosy do Łażan, powstała po 1830 r.

inne
- Pałac w Żarowie[9]

## Edukacja i wychowanie
- Przedszkole Miejskie,
- Szkoła Podstawowa im. Jana Brzechwy,
- Zespół Szkół im. Jędrzeja Śniadeckiego,
- Gminne Centrum Kultury i Sportu,
- Teatr Bezdomny im. Bohumila Hrabala

## Sport
W mieście działa Klub Sportowy „Zjednoczeni” założony w 1946 roku. Największy sukces klubu to gra w III lidze w sezonie 1993/94.

## Wspólnoty wyznaniowe
- Kościół rzymskokatolicki:
  - parafia Najświętszego Serca Pana Jezusa
- Świadkowie Jehowy:
  - zbór Żarów (Sala Królestwa ul. Armii Krajowej 68)[11][12]

## Miasta partnerskie[13]
- Nymburk, Czechy
- Újfehértó, Węgry
- Lohmar, Niemcy